# Ногера
Ногера - район (кумарка) Каталонії (кат. Noguera). Столиця району - м. Балаге (кат. Balaguer). 

## Фото

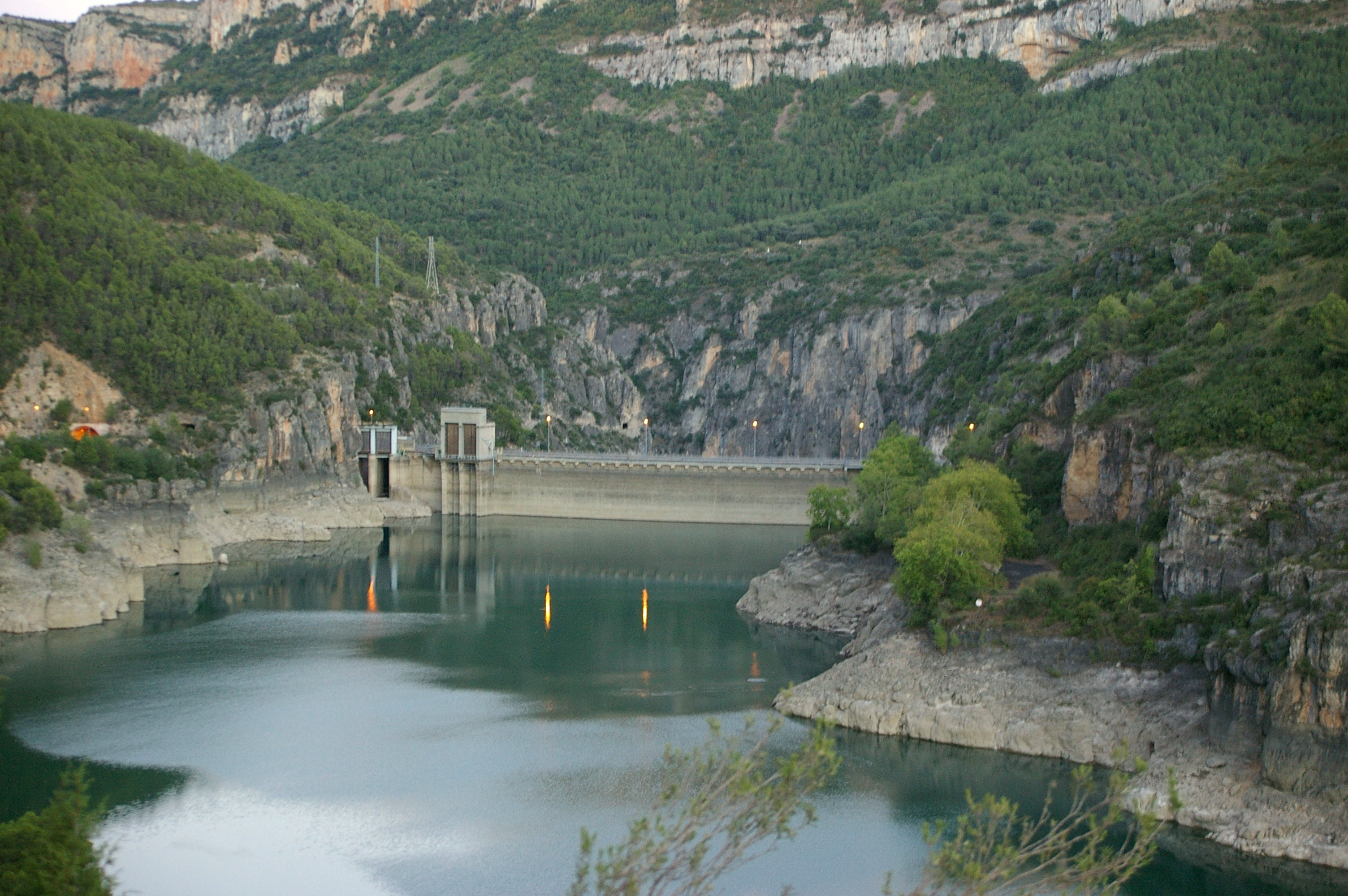
Водосховище Камараза
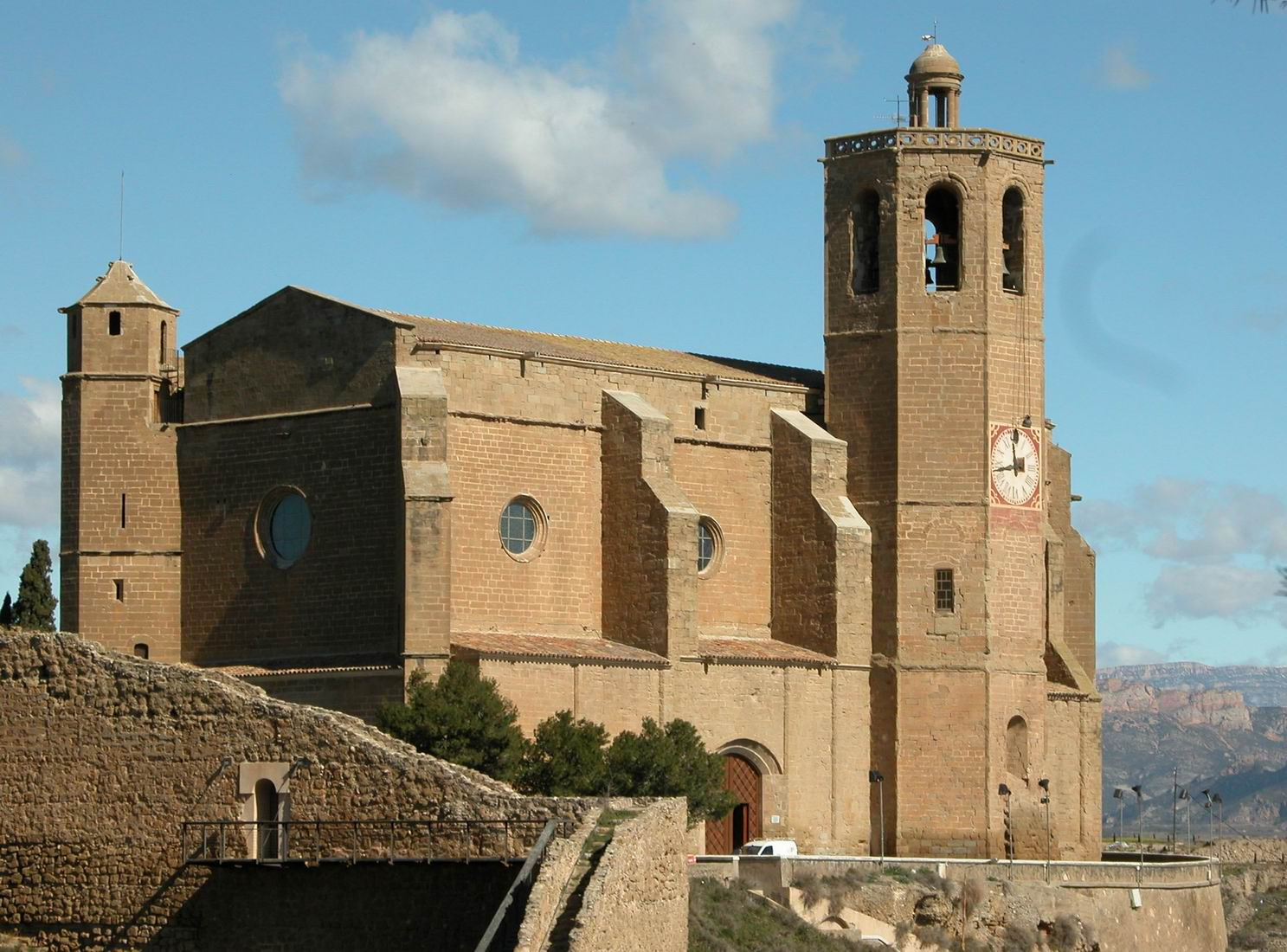
Церква Св. Марії у м. Балаге

## Муніципалітети
- Ажа (кат. Àger) - населення 485 осіб;
- Албеза (кат. Albesa) - населення 1.561 особа;
- Алжеррі (кат. Algerri) - населення 482 особи;
- Алос-да-Балаге (кат. Alòs de Balaguer) - населення 179 осіб;
- Артеза-да-Сеґра (кат. Artesa de Segre) - населення 3.696 осіб;
- Балаге (кат. Balaguer) - населення 15.281 особа;
- Балькайра-д'Уржель (кат. Bellcaire d'Urgell) - населення 1.274 особи;
- Бальмун-д'Уржель (кат. Bellmunt d'Urgell) - населення 228 осіб;
- Бальфугона-да-Балаге (кат. Vallfogona de Balaguer) - населення 1.577 осіб;
- Біланоба-да-л'Агуза (кат. Vilanova de l'Aguda) - населення 242 особи;
- Біланоба-да-Мая (кат. Vilanova de Meià) - населення 436 осіб;
- Ібас-да-Нугера (кат. Ivars de Noguera) - населення 353 особи;
- Кабанабона (кат. Cabanabona) - населення 122 особи;
- Камараза (кат. Camarasa) - населення 926 осіб;
- Кастальо-да-Фарфанья (кат. Castelló de Farfanya) - населення 583 особи;
- Кубельш (кат. Cubells) - населення 395 осіб;
- Ла-Барунія-да-Ріалб (кат. Baronia de Rialb, la) - населення 277 осіб;
- Лас-Абалянас-і-Санта-Лінья (кат. Avellanes i Santa Linya, les) - населення 467 осіб;
- Ла-Сантіу-да-Сіо (кат. Sentiu de Sió, la) - населення 486 осіб;
- Манарґанс (кат. Menàrguens) - населення 845 осіб;
- Монґай (кат. Montgai) - населення 780 осіб;
- Ос-да-Балаге (кат. Os de Balaguer) - населення 885 осіб;
- Панеляс (кат. Penelles) - населення 523 особи;
- Понс (кат. Ponts) - населення 2.378 осіб;
- Прашєнс (кат. Preixens) - населення 498 осіб;
- Терманс (кат. Térmens) - населення 1.503 особи;
- Тіурана (кат. Tiurana) - населення 46 осіб;
- Турраламеу (кат. Torrelameu) - населення 590 осіб;
- Уліола (кат. Oliola) - населення 254 особи;
- Фуразаза (кат. Foradada) - населення 213 осіб.